# 村松学
村松 学（むらまつ まなぶ、1977年1月20日 - ）とは、地方競馬の岩手県競馬組合・水沢競馬場菅原右吉厩舎所属だった元騎手である。勝負服の服色は青、胴黄縦縞、袖黄一本輪。静岡県焼津市出身。血液型A型。

## 来歴
1994年4月17日にデビューし、4月30日に初勝利。血縁関係などがない、競馬の世界では不利な状況にもかかわらず、1年目は11勝、2年目は特別初勝利を含む30勝と頭角を現し、5年目は87勝を挙げリーディング3位に入る。そして6年目となった1999年、上山競馬場で行われた東北優駿でマルケイゲインとのコンビで重賞初勝利、続く不来方賞も制し岩手の重賞初勝利となった。2003年度のシーズン終了後はシンガポールに渡り、高岡秀行厩舎で短期武者修行。その後もコンスタントに好成績を残していた。
2010年5月29日には地方競馬通算1000勝を達成し、前向きなコメントを残していた。しかし翌2011年、岩手競馬の開幕から間もない5月16日に突如騎手免許を取り消して引退した。

## おもな騎乗馬（サラブレッド）
マルケイゲイン
東北優駿、不来方賞
セイントピアス
東北ジュニアグランプリ
アンダーワカフジ
日高賞
グランドピアノ
不来方賞
マンボツイスト
栗駒賞
コスモジェントル
オパールカップ

## 人物・エピソード
- デビューして早い時期から活躍したので、厩舎関係者から「天才ムラマツ」と言われていた。
- 村上忍騎手、菅原幸弘騎手とは同期。とくに村上と仲が良い様子。村上とセットで「ムラムラコンビ」と呼ばれた。FM岩手の岩手競馬番組『勝ちそー』では冬季休催期間の企画としてコンビでコーナーを持っていたこともあった。
- 静岡に住む村松の親は、岩手競馬の結果を唯一取り上げているスポーツ紙を購読、それを情報源にして村松の勝利数を1つ1つカウントしていた。